# Геше, Франц
Франц Геше (нем. Franz Heesche; 1806 — 1876) — немецкий художник, рисовальщик и гравёр.

## Жизнь и творчество
Родился 7 сентября 1806 года в Гамбурге. Его отец, полный тёзка, работал на табачной фабрике в Гамбурге.
Франц сначала был учеником немецкого художника Gerdt Hardorff. После учебы в Дрездене, окончил в 1828 году Академию художеств в Мюнхене. В 1835 году имел собственную студию в Мюнхене, поддерживал отношения с Гамбургской колонией художников (англ. Hamburger Künstlerkolonie) в Мюнхене. В 1836 году Геше через Вену отправился в Гамбург, где в 1845 году держал собственное ателье. Совершил ознакомительную поездку в Париж. Затем работал в течение многих лет в Ростоке и Бютцове, но снова вернулся в Гамбург.
Франц Геше считается представители Гамбургской школы живописи и был одним из основателей Гамбургского клуба художников, созданного в 1832 году.
Умер 5 марта 1876 года в Гамбурге.
- Некоторые работы
- Hamburg nach dem Großen Brand
- Stillleben mit Rosen